# Adenia lobata
Espèce
Adenia lobata est une espèce de plante à fleurs de la famille des Passifloraceae.

## Liste des sous-espèces
Selon GBIF (3 septembre 2024) :
- Adenia lobata subsp. lobata
- Adenia lobata subsp. rumicifolia (Engl.) Lye
- Adenia lobata subsp. schweinfurthii (Engl.) Lye

## Systématique
Le nom correct complet (avec auteur) de ce taxon est Adenia lobata (Jacq.) Engl..
L'espèce a été initialement classée dans le genre Modecca sous le basionyme Modecca lobata Jacq..
Adenia lobata a pour synonymes :
- Adenia kontiensis (A.Chev.) Obaton
- Adenia letouzeyi W.J.deWilde
- Adenia lobata var. elegans Engl.
- Adenia miegei AkéAssi
- Adenia rumicifolia var. miegei (AkéAssi) W.J.deWilde